# I Brought You My Bullets, You Brought Me Your Love
I Brought You My Bullets, You Brought Me Your Love (frequentemente abreviado como I Brought You My Bullets ou simplesmente Bullets) é o álbum de estreia da banda americana de rock My Chemical Romance, lançado em 23 de julho de 2002, pela Eyeball Records. Produzido pelo vocalista da banda Thursday, Geoff Rickly, foi gravado no Nada Recording Studio em New Windsor, Nova Iorque, em maio de 2002. No documentário da banda de 2006, Life on the Murder Scene, a banda descreve as difíceis condições em que o vocalista principal Gerard Way se encontrava durante a gravação do álbum devido a uma dor de dente, o que resultou em um tempo de gravação mais longo do que o planejado.

## Música e temas líricos
Categorizado em gêneros como emo, post-hardcore, screamo, punk rock, pop-punk, e garage punk, "I Brought You My Bullets, You Brought Me Your Love" possui um som cru com riffs de guitarra, vocais muito energéticos e gritos. Apesar de ser comercializado nos gêneros de rock alternativo, é considerado um álbum emo com fortes influências do punk rock, hardcore punk e heavy metal. Músicas como "Skylines and Turnstiles" e "Our Lady of Sorrows" foram descritas como hardcore punk.
"I Brought You My Bullets, You Brought Me Your Love" é frequentemente considerado um álbum conceitual. Ele envolve dois personagens inspirados no casal de criminoso americanos Bonnie e Clyde que eventualmente são alvejados no deserto. No próximo álbum do My Chemical Romance, Three Cheers for Sweet Revenge (2004), o homem sem nome supostamente encontra-se no purgatório, onde faz um acordo com Satanás: sua amada condenada ao inferno em troca das almas de mil homens maus. Ele é então ressuscitado e enviado em sua tarefa. Embora a suposta história conceitual do álbum seja aceita pela maioria dos fãs, alguns acreditam que essa narrativa é resultado de uma análise exagerada e realizada por parte dos mais dedicados e entusiastas ouvintes do My Chemical Romance. A história alegada nunca foi confirmada pela banda, mas algumas evidências incluem:
- A capa do álbum seguinte, chamada "Demolition Lovers II" (já que o nome é semelhante ao da última música em I Brought You My Bullets...) e sua arte interna (incluindo o texto que diz "A história de um homem, uma mulher e os cadáveres de mil homens maus.")
- Os temas líricos das últimas músicas dos dois primeiros álbuns da banda, que são "Demolition Lovers" e "I Never Told You What I Do for a Living". A letra desta última inclui "Eles nos deram dois tiros na parte de trás da cabeça e agora estamos todos mortos", sugerindo que o personagem (se estiver ligado à história) foi morto e falhou em salvar sua amada do inferno.
- A música "It's Not a Fashion Statement, It's a Fucking Deathwish" de Three Cheers for Sweet Revenge também inclui temas de um homem se levantando de sua sepultura, sugerindo que seu propósito é cometer um assassinato.

Outro tema evidente no álbum é o comportamento dos vampiros, os citando tanto como criaturas mortas-vivas quanto, metaforicamente, pessoas (ou seres) que buscam corromper e explorar os outros. A música "Skylines and Turnstiles" foi escrita logo após os ataques de 11 de setembro e expressa sentimentos de tristeza e perda, e "Early Sunsets Over Monroeville" foi inspirada no filme de George A. Romero, Dawn of the Dead (1984). Gerard Way a descreve como "uma doce música sobre Dawn of the Dead", com a letra fazendo referências ao filme. Antes dos ataques de 11 de setembro, Gerard estava trabalhando como escritor e animador de quadrinhos. Ele estava trabalhando em um quadrinho de vampiros (que nunca foi concluido), e também disse que essa é a razão para a presença de vampiros nas letras.

## Lançamento
| Críticas profissionais | Críticas profissionais |
| ---------------------- | ---------------------- |
| Avaliações da crítica  |                        |
| Avaliações da crítica  |                        |
| Fonte                  | Avaliação              |
| AllMusic               | [ 1 ]                  |
| Alternative Press      | [ 24 ]                 |
| Drowned in Sound       | [ 25 ]                 |
| The Guardian           | [ 26 ]                 |
| IGN                    | 7.9/10                 |
| Rolling Stone          | [ 28 ]                 |

O texto no disco do álbum diz: "A duplicação não autorizada é uma violação das leis aplicáveis e resultará em Gerard indo até a sua casa e sugando seu sangue." Em dezembro de 2002, a banda fez uma turnê com Misery Signals, Remembering Never e Every Time I Die. Em maio e junho de 2003, a banda fez uma turnê com Every Time I Die e Give Up the Ghost.
Para promover o álbum, My Chemical Romance se apresentou em bares e clubes ao redor de Nova Jérsia. O gerente de turnê, Brian Schechter, notou a banda se apresentando e achou que seria perfeita para abrir para a banda The Used. Eventualmente, Schechter tornou-se o empresário do My Chemical Romance e I Brought You My Bullets, You Brought Me Your Love chamou a atenção da Reprise Records, uma grande gravadora associada à Warner Bros. Records. A Reprise Records assinou com o My Chemical Romance em 2003.
As reedições do álbum em 2005 e 2009 incluem um CD bônus do sampler da Eyeball Records. Existem várias versões diferentes do sampler, e cada uma contém faixas diferentes. Desde o fechamento da Eyeball Records, este álbum está atualmente fora de circulação em todos os formatos. O álbum foi relançado em vinil em 3 de fevereiro de 2009, com uma edição transparente, branca e vermelha. Até fevereiro de 2009, vendeu mais de 285.000 cópias nos EUA, alcançando também a certificação de venda de ouro por mais de 100.000 cópias no Reino Unido. Cópias físicas do álbum são muito raras nos Estados Unidos hoje em dia; no entanto, ele retornou ao iTunes em 23 de setembro de 2016 e apareceu no Spotify e Google Play no mesmo dia. Em 2016, Frank Iero afirmou em uma entrevista à Alternative Press que a prensagem original do álbum é a mais rara até hoje, com apenas 100 cópias sendo lançadas e vendidas estritamente na festa de lançamento em Nova Jérsia.

## Faixas
Todas as faixas escritas e compostas por My Chemical Romance, excepto Romance. 
| CD  |                                                         |         |  |
| N.º | Título                                                  | Duração |  |
| 1.  | "Romance"                                               | 1:02    |  |
| 2.  | "Honey, This Mirror Isn't Big Enough for the Two of Us" | 3:51    |  |
| 3.  | "Vampires Will Never Hurt You"                          | 5:26    |  |
| 4.  | "Drowning Lessons"                                      | 4:23    |  |
| 5.  | "Our Lady of Sorrows"                                   | 2:05    |  |
| 6.  | "Headfirst for Halos"                                   | 3:28    |  |
| 7.  | "Skylines and Turnstiles"                               | 3:23    |  |
| 8.  | "Early Sunsets Over Monroeville"                        | 5:05    |  |
| 9.  | "This Is the Best Day Ever"                             | 2:12    |  |
| 10. | "Cubicles"                                              | 3:51    |  |
| 11. | "Demolition Lovers"                                     | 6:06    |  |

## Ficha técnica
My Chemical Romance
- Gerard Way – vocais principais e de apoio
- Ray Toro – guitarra, vocais de apoio
- Mikey Way – baixo
- Matt Pelissier – bateria, percurssão

Músicos adicionais
- Frank Iero – guitarras adicionais, vocais de apoio (faixas 2 e 8)
- Geoff Rickly – vocais de apoio (faixa 9)

Produtores
- Produzido por Geoff Rickly
- Faixas 2 e 8 produzidas por Geoff Rickly e Alex Saavedra
- Gravado e mixado por John Naclerio 15/05/2002 - 25/05/2002 no Nada Studios, New Windsor, Nova Iorque
- Masterizado por Ryan Ball no Checkmate Sound & Recording, em Suffern, Nova Iorque
- Arte original, layout e design por Marc Debiak e Gerard Way
- Fotografia por Alex Saavedra

## Paradas
| Parada (2004)               | Posição mais alta |
| --------------------------- | ----------------- |
| UK Independent Albums (OCC) | 31                |

| Parada (2005-2009)           | Posição mais alta |
| ---------------------------- | ----------------- |
| Oricon Albums Chart (Oricon) | 250               |
| UK Albums (OCC)              | 129               |
| UK Independent Albums (OCC)  | 17                |

## Certificações
| Região                                                 | Certificação | Unidades certificadas/Vendas |
| ------------------------------------------------------ | ------------ | ---------------------------- |
| Reino Unido(BPI)                                       | Gold         | 100,000^                     |
| ^ Figuras de remessas com base apenas na certificação. |              |                              |